# Wilhelm Lukas Kristl
Wilhelm Lukas Kristl (geboren am 31. Oktober 1903 in Landshut; gestorben am 17. Juni 1985 in München) war ein deutscher Schriftsteller und Journalist.

## Leben
Nach der Schule in Landshut und Passau und einer kaufmännischen Lehre als Kontokorrentbuchhalter in München begann Kristl 1927 als Filmkritiker, Lokal- und Gerichtsreporter unter Erhard Auer bei der sozialdemokratischen Münchener Post. In dieser Zeit verfasste er zusammen mit Ödön von Horvath, den er durch einen Zufall kennengelernt hatte, das auf einem realen Vorfall beruhende Volksstück Glaube Liebe Hoffnung (1932).
Nach der Machtübernahme der Nationalsozialisten und dem Verbot der Münchener Post 1933 verließ Kristl Deutschland und lebte als Korrespondent in Madrid, wo ein großer Teil des 1954 erschienenen Buches Kampfstiere und Madonnen entstand.
Nach Ende des Krieges kehrte Kristl nach Deutschland zurück und ließ sich wieder in München nieder, lebte als freier Schriftsteller und verfasste Feuilletons und Biografien über bedeutende Gestalten der bayerischen Geschichte, so über den Räuber Matthias Kneißl, über Oskar von Miller und über Lola Montez, Ludwig I. und General Karl Wilhelm von Heideck (Lola, Ludwig und der General). Mitte der 50er Jahre arbeitete er gemeinsam mit Leni Riefenstahl an einem Exposé zu einem Spanienfilm, der aber nie realisiert wurde.
Außerdem war er Herausgeber der Werke Heinrich Lautensacks, über dessen Leben er 1962 eine Biografie vorlegte.
Ab 1950 war Kristl Redakteur der Süddeutschen Sonntagspost und bei der Illustrierten Weltbild. Er war Mitarbeiter der Süddeutschen Zeitung und der Bayerischen Staatszeitung und ab 1955 war er 14 Jahre lang Leiter der Presseabteilung der Bayernwerk AG.

## Würdigungen
- 1966 Tukan-Preis
- 1972 Schwabinger Kunstpreis
- 1978 Ernst-Hoferichter-Preis
- 1985 Bayerischer Poetentaler

## Werke
- mit Ödön von Horvath: Glaube Liebe Hoffnung. Ein kleiner Totentanz in 5 Bildern. Berlin 1933.
- Der stärkste Eindruck. Erzählungen. Händle, Mühlacker 1943.
- Kampfstiere und Madonnen. Ein Spanienbuch. Pohl, München 1954.
- Kneissl. Bayerns Kriminalfall der Jahrhundertwende. Pflaum, München 1958.
- … und morgen steigt ein Licht herab. Vom Leben und Dichten des Heinrich Lautensack. Ill. von Alfred Kubin und Max Unold. Der Tukankreis, Gauting b. München 1962.
- Der weiss-blaue Despot. Oskar von Miller in seiner Zeit. Pflaum, München 1965.
- Das traurige und stolze Leben des Mathias Kneissl. Bayerns grosser Kriminalfall. Ilmgau-Verlag, Pfaffenhofen 1972, ISBN 3-7787-3033-9.
- Hier darf jeder tun, was ich will. Oskar von Miller in Anekdoten und Momentaufnahmen. Ludwig, Pfaffenhofen 1978, ISBN 3-7787-2024-4.
- Lola, Ludwig und der General. Ludwig, Pfaffenhofen 1979, ISBN 3-7787-2025-2.
- 1:0 für Bayern. An den Rand geschrieben. Mit Zeichnungen von Franziska Bilek. Ludwig, Pfaffenhofen 1979, ISBN 3-7787-3132-7.

Herausgabe
- Heinrich Lautensack: Das verstörte Fest. Gesammelte Werke. Hanser, München 1966.